# Filmes de 1933 da Monogram Pictures

## Filmes do ano
| Título                      | Estrelado por    | Dirigido por       | Gênero   |
| --------------------------- | ---------------- | ------------------ | -------- |
| Black Beauty                | Esther Ralston   | Phil Rosen         | Drama    |
| Breed of the Border         | Bob Steele       | Robert N. Bradbury | Faroeste |
| Broken Dreams               | Randolph Scott   | Robert Vignola     | Drama    |
| Crashing Broadway           | Rex Bell         | John P.McCarthy    | Faroeste |
| Devil’s Mate                | Preston Foster   | Phil Rosen         | Suspense |
| Galloping Romeo             | Bob Steele       | Robert N. Bradbury | Faroeste |
| He Couldn’t Take It         | Ray Walker       | William Nigh       | Comédia  |
| Jungle Bride                | Anita Page       | Harry O. Hoyt      | Drama    |
| Oliver Twist                | Dickie Moore     | William Cowen      | Drama    |
| Rainbow Ranch               | Rex Bell         | Harry Fraser       | Faroeste |
| Riders of Destiny           | John Wayne       | Robert N. Bradbury | Faroeste |
| Sensation Hunters           | Arline Judge     | Charles Vidor      | Drama    |
| Skyway                      | Ray Walker       | Lew Collins        | Comédia  |
| The Avenger                 | Ralph Forbes     | Edward L. Marin    | Drama    |
| The Fighting Texans         | Rex Bell         | Armand Schaefer    | Faroeste |
| The Fugitive                | Rex Bell         | Harry Fraser       | Faroeste |
| The Gallant Fool            | Bob Steele       | Robert N. Bradbury | Faroeste |
| The Phantom Broadcast       | Ralph Forbes     | Phil Rosen         | Suspense |
| The Ranger’s Code           | Bob Steele       | Robert N. Bradbury | Faroeste |
| The Return of Casey Jones   | Charles Starrett | John P. McCarthy   | Ação     |
| The Sagebrush Trail         | John Wayne       | Armand Schaefer    | Faroeste |
| The Sphinx                  | Lionel Atwill    | Phil Rosen         | Suspense |
| The Sweetheart of Sigma Chi | Mary Carlisle    | Edward L. Marin    | Comédia  |
| Trailin’ North              | Bob Steele       | John P. McCarthy   | Faroeste |
| West of Singapore           | Betty Compson    | Albert Ray         | Drama    |

## Galeria

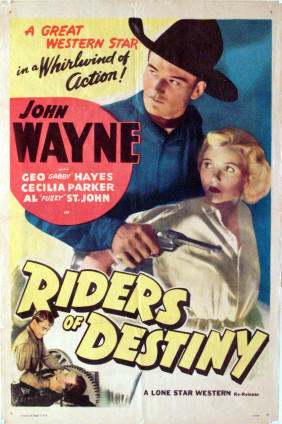
Cartaz de Riders of Destiny, primeiro filme de John Wayne na Monogram
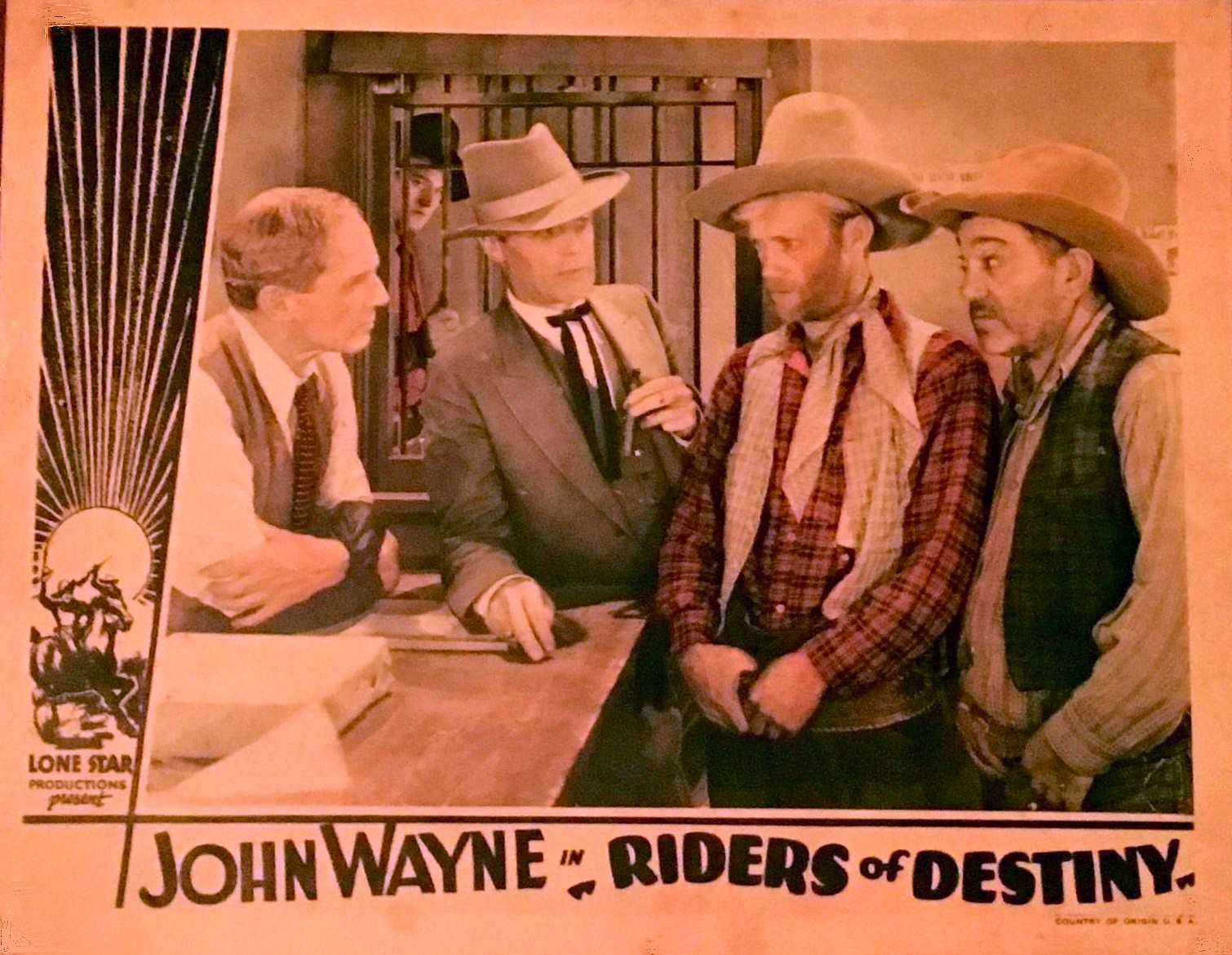
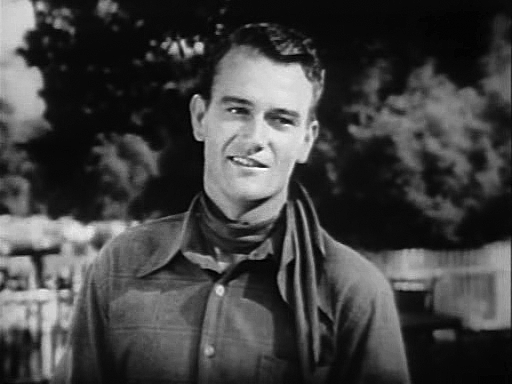
Um John Wayne jovem em Riders of Destiny
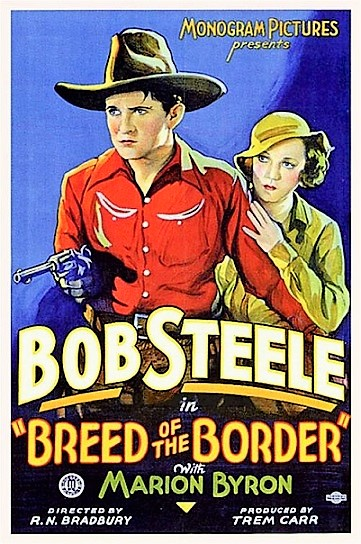
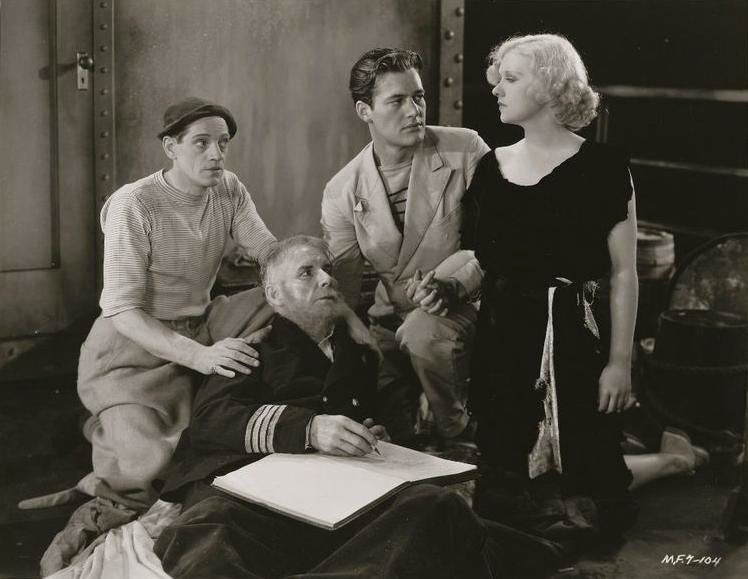
Eddie Borden, Clarence Geldart, Charles Starrett e Anita Page em Jungle Bride
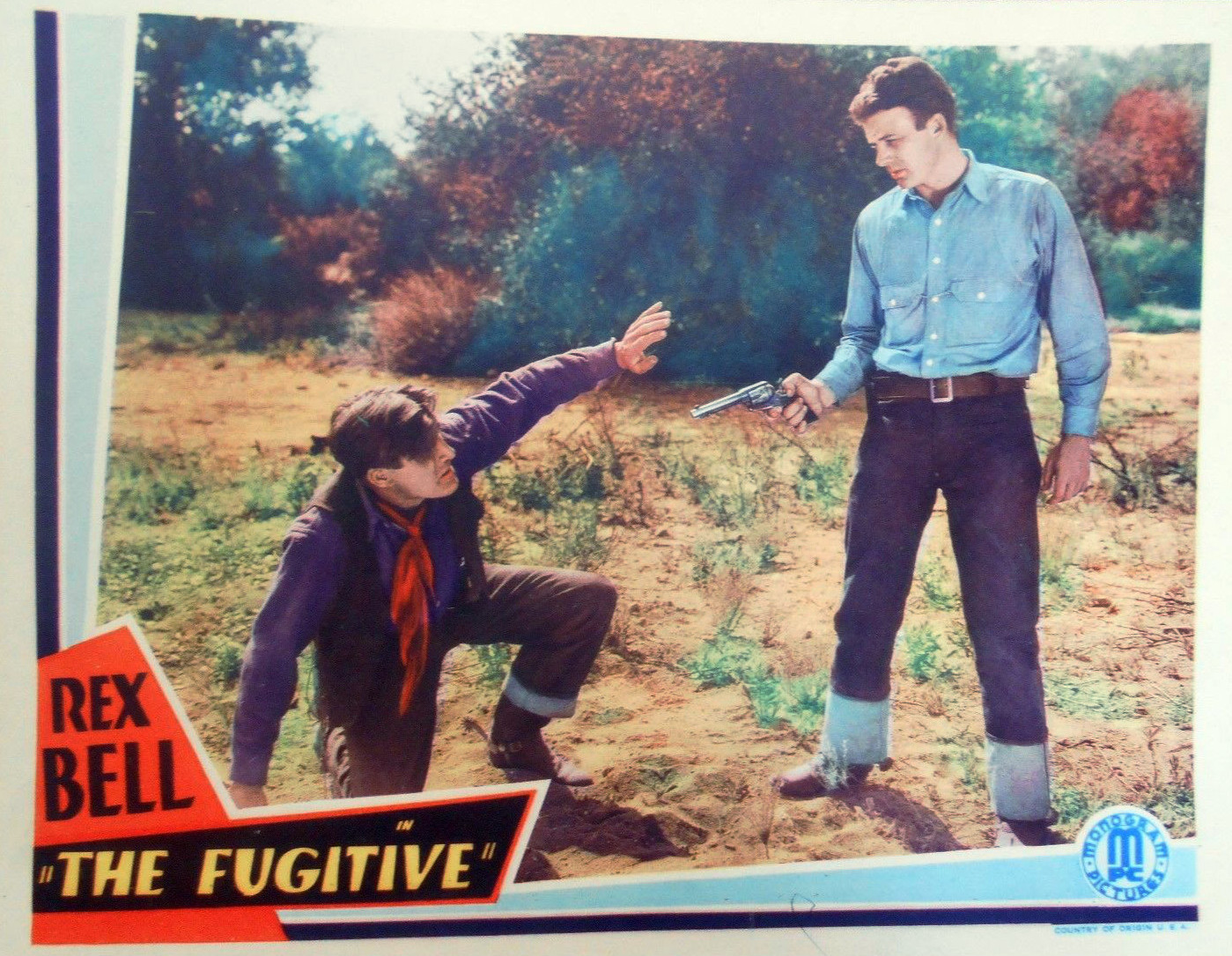
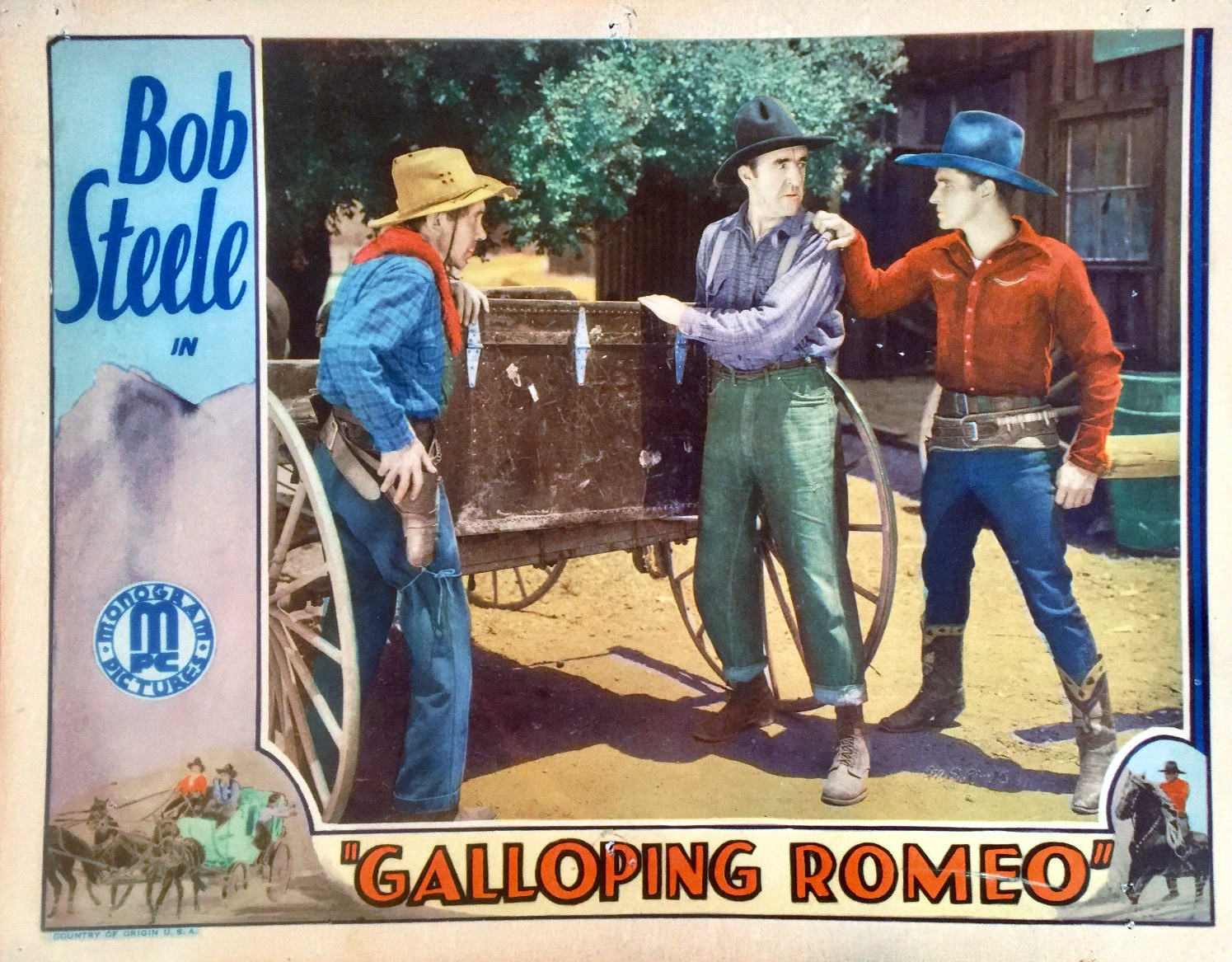
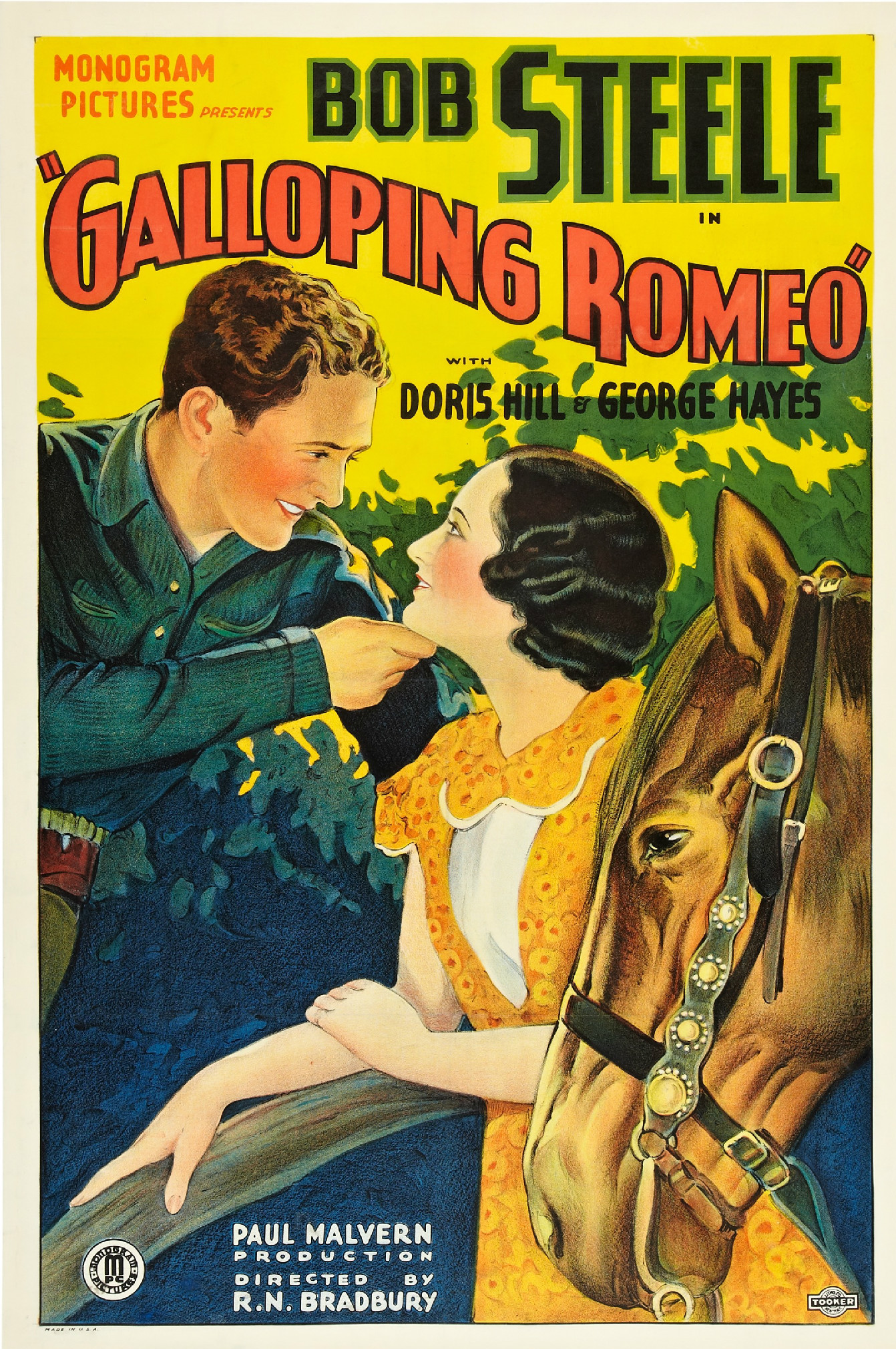
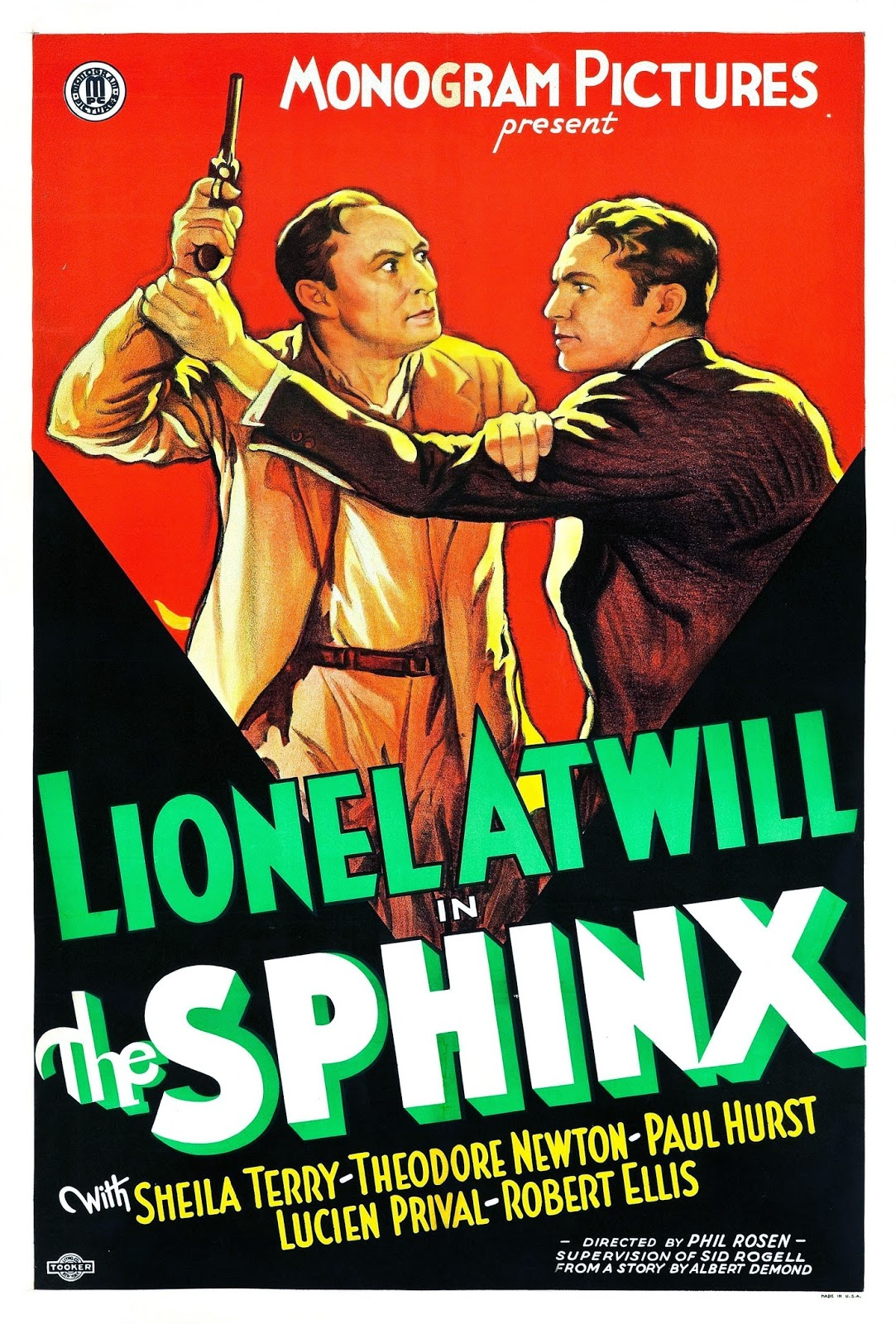
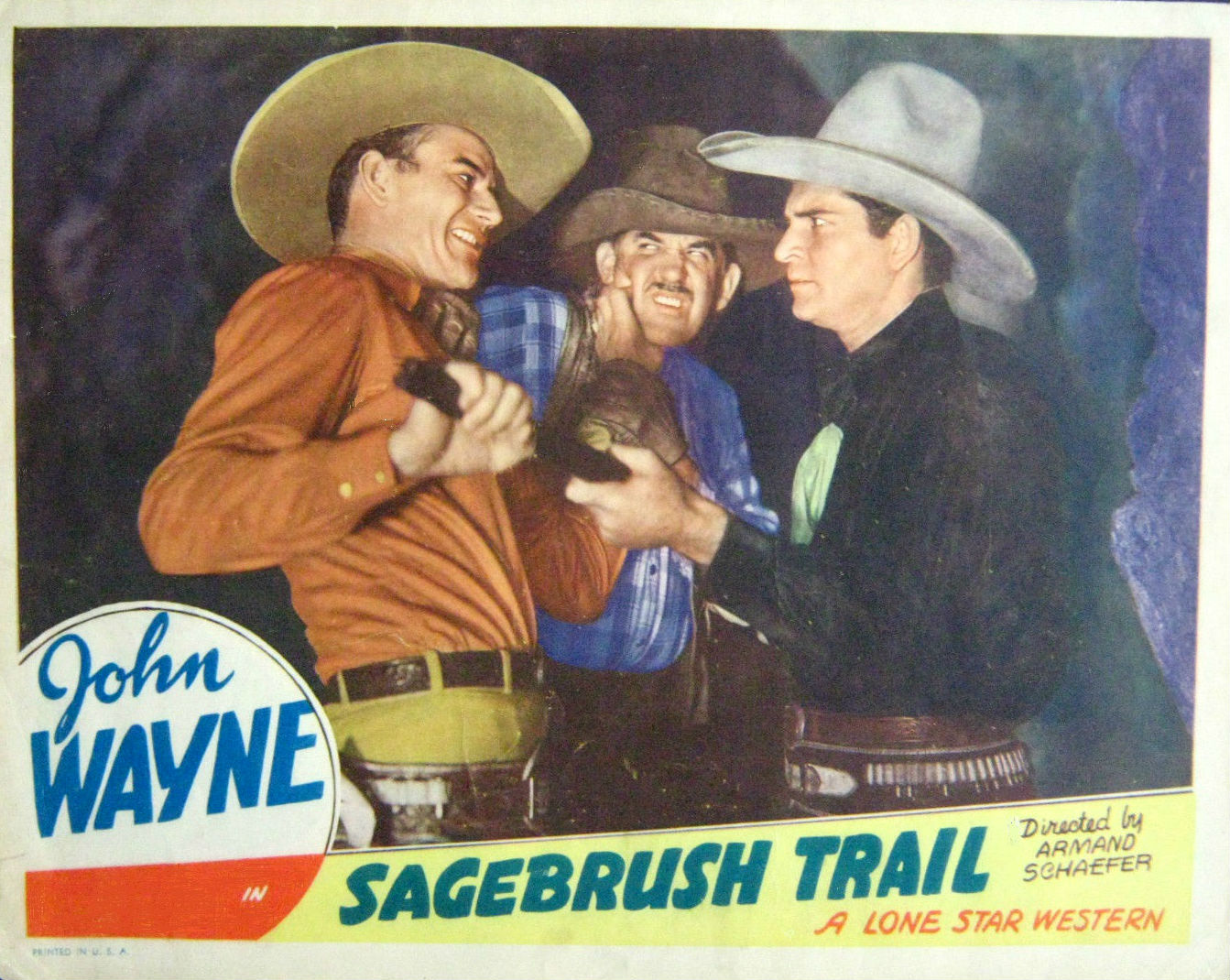
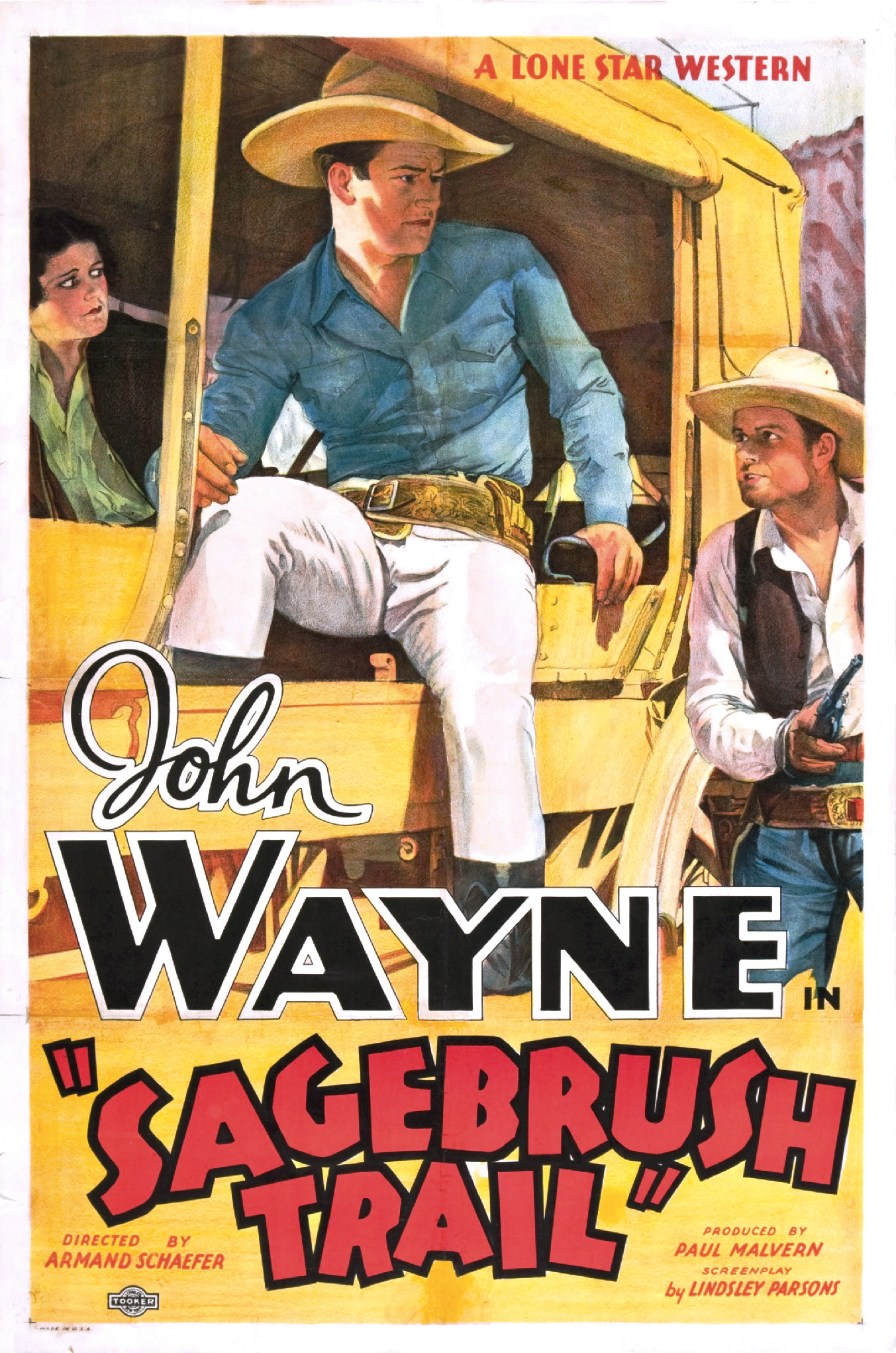